# 牟田将士
牟田 将士（むた まさし、1985年4月19日 - ）は、日本の俳優。東京都出身。スペースクラフトジュニア所属後、東京児童劇団に移籍。

## テレビ
- ビーファイターカブト
- 天才てれびくん「妖怪すくらんぶる」
- バカヤロー!スペシャル
- イグアナの娘
- 学校の怪談G
- 鍵師3
- 未来戦隊タイムレンジャー　第17話　不良役
- 弟
- 究極の誘惑
- この街がすきやねん

## 映画
- 兜
- ザ･ディフェンダー
- スプリガン

## 声優
- スプリガン（1998年､アニメ映画） - COSMOS時代の御神苗優 役

## CM
- ケンタッキーフライドチキン
- マクドナルド
- SONY生命
- 東芝ビデオカメラ
- ケロッグコーンフロスティ
- 森永乳業チルミル
- 明治製菓ひもQ
- ダイヤブロック
- イトーヨーカドー
- ツムラ入浴剤
- 資生堂
- ロッテチョコパイ
- タカラ
- ハウスフルーチェ
- セイカノートできるんです!
- ハウスとんがりコーン
- ハウスバーモントカレー
- 大分銀行
- セサミプレイス
- 永谷園煮込みラーメン
- ナショナルホットカーペット
- 鹿島
- 日本電建
- 丸美屋ふりかけ
- 味の素
- はごろも缶詰

## ポスター
- ケンタッキーフライドチキン
- 郵便局
- ドムドムバーガー
- 日立エレベーター
- VISA
- 東京ディズニーランド
- 横浜髙島屋七五三
- ミズノ
- イトーヨーカドー
- コニカ入学式
- 京成電鉄
- 講談社
- 伊予銀行
- 東芝ビデオカメラ駅看板

## 雑誌
- 小学館学習幼稚園表紙4年間
- トマトマ
- 小学館てれびくん
- 月刊デビュー